# Tina Carell
Christine (Tina) Carell, född 21 mars 1945 i Helsingfors, är en svensk textilkonstnär och konsult.
Carell, som är dotter till översättare Richard Carell och Maj-Britt Åslund, studerade vid Nyckelviksskolan 1966–1967, vid Konstfackskolan (textil) 1967–1971 och bedrev även studier i bland annat företagsekonomi och slöjdtekniker. Hon anställdes vid ARE-bolagen 1965, i dekorateljén på Kungliga Operan 1966, bedrev egen verksamhet 1972–1973, var anställd av Stockholms läns hemslöjdsförening 1973–1979 samt bedrev marknadsföring och företagsutveckling i skärgårdshemslöjd vid Utvecklingsfonden från 1980. Hon utförde textil utsmyckning av Huddinge vårdyrkesskola 1972.